# Phaonia daxiongi
Phaonia daxiongi este o specie de muște din genul Phaonia, familia Muscidae, descrisă de Feng în anul 2001.
Este endemică în Sichuan. Conform Catalogue of Life specia Phaonia daxiongi nu are subspecii cunoscute.